# Horyzonty Wychowania
Horyzonty Wychowania – czasopismo naukowe ukazujące się od 2002 r. Czasopismo jest kwartalnikiem o tematyce związanej z edukacją. W Horyzontach Wychowania publikowane są przede wszystkim artykuły z zakresu nauk humanistycznych i społecznych.
Początkowo czasopismo było półrocznikiem. Od 2014 roku ukazuje się jako kwartalnik. Czasopismo wydaje Uniwersytet Ignatianum w Krakowie.  
W wykazie czasopism naukowych Ministerstwa Nauki i Szkolnictwa Wyższego  z 5 stycznia 2024 kwartalnik uzyskał 70 punktów.